# Monte Pramaggiore
Der Monte Pramaggiore ist ein 2478 m s.l.m. hoher Berg in den Südlichen Karnischen Alpen. Er gehört zur Gebirgsgruppe der Friauler Dolomiten östlich des Piavetals. Der Berg liegt in der Region Friaul-Julisch Venetien auf der Grenze der Gemeinden Claut und Forni di Sopra. 
Der Gipfel wird von Nordosten vom Forcella Pramaggiore aus erstiegen. Von Claut aus erreicht man über die Strada della Val Settimana das Rifugio Pussa, das auf 940 m s.l.m. liegt. Von diesem Tal aus führt ein Weg zur 1812 m s.l.m. hoch gelegenen Casera Pramaggiore. Von dort erreicht man den Weg mit der Nummer 366 zur 2295 m s.l.m. hohen Forcella Pramaggiore. Hier zweigt eine Spur ab, die auf den Gipfel des Monte Pramaggiore führt. Alternativ erreicht man den Berg auch von Westen aus mit dem Rifugio Pordenone als Ausgangspunkt oder von Andrazza im oberen Tagliamento-Tal.